# Merrillville
Merrillville est une municipalité américaine située dans le comté de Lake en Indiana. Lors du recensement de 2010, sa population est de 35 246 habitants.

## Géographie
Merrillville est située à l'intersection de la U.S. Route 30 et de l'Interstate 65, dans le nord-ouest de l'Indiana.
Selon le Bureau du recensement des États-Unis, la municipalité s'étend sur 33,25 milles carrés (86,12 km2) dont 0,04 mille carré (0,1 km2) d'étendues d'eau.

## Histoire
La région était autrefois habitée par les Potéouatamis. La localité est d'abord appelée McGwinn Village (1834), Wiggins Point (1835) puis Centerville (1838). Elle est par la suite renommée en l'honneur de Dudley Merrill , qui y ouvre dans les années 1830 un magasin général faisant office de poste locale. D'autres villages se créent aux alentours dans le township de Ross : Ainsworth, Deep River, Lottaville, Rexville et Turkey Creek.
Merrillville connait une explosion démographique à partir des années 1960, cette ancienne région forestière devenant une zone résidentielle. Elle accueille alors de nombreuses familles blanches quittant la ville de Gary, de plus en plus afro-américaine. Après un premier échec en 1968, Merrillville devient une municipalité en 1971 en intégrant cette fois-ci l'ensemble du township de Ross, à l'exception des territoires déjà compris dans les villes voisines de Crown Point et Hobart.
Durant les décennies suivantes, Merrillville devient le centre commercial du nord-ouest de l'Indiana et voit sa population se diversifier.

## Démographie
La population de Merrillville est estimée à 34 871 habitants au 1er juillet 2017.
| Groupe                           | Merrillville | Indiana | États-Unis |
| -------------------------------- | ------------ | ------- | ---------- |
| Afro-Américains                  | 46,5         | 9,7     | 13,3       |
| Blancs                           | 42,1         | 85,6    | 76,9       |
| Métis                            | 4,1          | 2,0     | 2,6        |
| Asiatiques                       | 1,4          | 2,2     | 5,7        |
| Amérindiens                      | 0,3          | 0,4     | 1,3        |
|                                  |              |         |            |
| Hispaniques et Latino-Américains | 14,0         | 6,8     | 17,8       |

Le revenu par habitant était en moyenne de 24 687 dollars par an entre 2012 et 2016, inférieur à la moyenne de l'Indiana (26 117 dollars) et à la moyenne nationale (29 829 dollars). Sur cette même période, 15,3 % des habitants de Merrillville vivaient sous le seuil de pauvreté (contre 14,1 % dans l'État et 12,7 % à l'échelle des États-Unis).